# Heinrich Stühmer
Heinrich Stühmer, getauft als Hinrich Stühmer, (* 14. Januar 1863 in Aukrug-Bünzen in Schleswig-Holstein; † Oktober 1945 in Berlin) war ein deutscher Gewerkschafter.

## Leben
Stühmer wurde in Bünzen, heute ein Ortsteil der Gemeinde Aukrug, geboren und verlor schon früh seine Eltern. Als Vollwaise in einer fremden Familie verbrachte er eine harte und freudlose Jugend in seinem Heimatort. Mit seinen guten schulischen Leistungen hoffte er Lehrer zu werden, konnte aber ohne Unterstützung die Ausbildung nicht finanzieren. Er begann als Vierzehnjähriger eine bezahlte Ausbildung zum Schneider, ging als Geselle auf Wanderschaft und trat 1887 dem Reiseunterstützungsverband der Schneider und verwandter Berufsgenossen bei. Zu dieser Zeit waren Gewerkschaften durch die antisozialistischen Gesetze illegal, aber der Verband erfüllte ähnliche Aufgaben. Stühmer hatte in seiner Lehr- und Gesellenzeit beobachtet, dass selbständige Schneidermeister trotz langer Arbeitszeiten damals kein ausreichendes Einkommen für ein sorgenfreies Leben erwirtschafteten.
Stühmer erkannte das Potenzial der Gewerkschaften zur Verbesserung der Löhne und der Arbeitsbedingungen und zog 1888 nach Hamburg, dem damaligen Zentrum der deutschen Arbeiterbewegung. 1888 wurde der Verband der Schneider, Schneiderinnen und verwandter Berufsgenossen gegründet und Stühmer wurde dort zuerst Schriftführer, dann 1. Bevollmächtigter der Hamburger Filiale. Ab 1891 leitete er die Redaktion und den Verlag der Gewerkschaftszeitung Fachzeitung für Schneider und wurde der erste angestellte Funktionär des Verbandes. 1903 wählte man ihn zum Präsidenten und er zog in das neue Hauptquartier der Gewerkschaft in Berlin um.
In seiner Zeit in Hamburg engagierte er sich als Gründungsmitglied bei der Hamburger „Produktion“, einem genossenschaftlichen Konsum-, Bau- und Sparverein, dem bereits 1913 über 73.000 Mitglieder angehörten. Im selben Jahr hatte die „Produktion“ über 100 Verkaufsstellen, beschäftigte rund 1.500 Mitarbeiter und erzielte einen Umsatz von 20 Millionen Mark. In Berlin war er später lange Jahre Mitglied und Vorsitzender des Aufsichtsrates der Konsumgenossenschaft Berlin.
Bei der Gründung der Bekleidungs-Internationale wirkte er mit, die sich zu einem gewerkschaftlichen Zusammenschluss sozialdemokratischer bzw. sozialistischer Gewerkschaften aus Europa und den USA entwickelte. Von 1896 bis zum Kriegsbeginn 1914 war er deren erster Präsident und Sekretär. Auf der 2. Internationalen Schneiderkonferenz 1896 in  London (3./4. August 1896) vertrat er zusammen mit Ottilie Baader und Clara  Zetkin den deutschen Schneiderverband. Nach dem Ende des Krieges organisierte sich die Bekleidungs-Internationale neu und Stühmer wurde in deren Vorstand gewählt. 1920 trat er als Gewerkschaftsführer zurück und wurde Mitglied im Vorläufigen Reichswirtschaftsrat.
Im Ruhestand schrieb die Geschichte des Verbandes von 1888 bis 1928 und wirkte ehrenamtlich als Mitglied in dessen Zentralleitung. Stühmer war Mitglied der SPD. Er überlebte den Zweiten Weltkrieg und starb im Oktober 1945 im sowjetischen Sektor Berlins.

## Werke
- Geschichte des Verbandes der Schneider, Schneiderinnen und Wäschearbeiter Deutschlands, des Deutschen Bekleidungsarbeiter-Verbandes und seiner Vorläufer seit 1888, Band II des Werkes Schneiderbewegung in Deutschland, Herausgegeben vom Verband der Schneider, Schneiderinnen und Wäschearbeiter Deutschlands, Berlin; 1928
- Gewerkschaften, Genossenschaften, Politik. In: Sozialistische Monatshefte. Bd. 3 = 5, Heft 3, 1899, S. 524–530, hier S. 524
- Die Bedeutung der Arbeitsgemeinschaften In: Sozialistische Monatshefte., Heft 13, 1916, S. 690–695
- Was tut die deutsche Arbeiterklasse? In: Sozialistische Monatshefte., Heft 21, 1918, S.  1189–1192
- Nachruf auf Theodor Bömelburg, In Sozialistische Monatshefte 1912 Heft 23, Rundschau, Öffentliches Leben, Gewerkschaftsbewegung, Seite 1435 f, ein zeitgenössischer Nachruf, Abruf am 3. Mai 2009 (PDF-Datei; 4,54 MB)
- Die Warenversorgungsstelle deutscher Gewerkschaften. In: Sozialistische Monatshefte, Jg. 56, Heft 7 (1921), Seite 338–41